# Bronisław Gacek
Bronisław Gacek (ur. 1884, zm. ?) – polski prawnik, sędzia.

## Praca zawodowa
1 września 1917 został mianowany sędzią pokoju w Olkuszu w ramach okręgu sądowego kieleckiego. W 1918 został wybrany radnym miasta Olkusza. W niepodległej II Rzeczypospolitej w grudniu 1919 został przeniesiony na stanowisko sędziego pokoju w okręgu VI miasta stołecznego Warszawa. 28 stycznia 1922 został mianowany sędzią Sądu Okręgowego w Warszawie.
W późniejszym czasie pracował jako sędzia w II wydziale Sądu Apelacyjnego w Warszawie do października, po czym został sędzią III wydziału i mianowany wiceprezesem Sądu Apelacyjnego w Warszawie; na tym stanowisku od 7 do 11 lutego 1933 był przewodniczącym składu sędziowskiego w rozprawie apelacyjnej procesu brzeskiego.
W 1932 został wybrany prezesem Koła Warszawskiego Zrzeszenia Sędziów i Prokuratorów Rzeczypospolitej Polskiej.
11 listopada 1937 otrzymał Krzyż Komandorski Orderu Odrodzenia Polski.
Na skutek podania z dniem 30 września 1938 przeniesiony w stan spoczynku (emerytowany wiceprezes Sądu Apelacyjnego), a od 1 października 1938 mianowany pisarzem hipotecznym przy wydziale hipotecznym miejskim Sądu Okręgowego w Warszawie.